# Air-France-Flug 212 (1968)
Der Air-France-Flug 212 (1968) (Flugnummer: AF212, Funkrufzeichen: AIRFRANS 212) war ein interkontinentaler Linienflug der Air France von Santiago de Chile nach Paris-Orly mit planmäßigen Zwischenstopps in Lima, Quito, Bogotá, Caracas, Pointe-à-Pitre und Lissabon. Am 5. März 1968 kollidierte die an diesem Tag auf diesem Flug eingesetzte Boeing 707-328C im Landeanflug auf den Flughafen Pointe-à-Pitre mit dem Vulkan Soufrière, wobei alle 63 Insassen starben. Die Unfallart war ein Controlled flight into terrain.

## Maschine
Bei der verunglückten Maschine handelte es sich um eine Boeing 707-328C, die 1968 im Werk von Boeing auf dem Boeing Field im US-Bundesstaat Washington mit der Modellseriennummer 667 und der Werknummer 19724 endmontiert wurde und zum Zeitpunkt des Unfalls zwei Monate alt war. Der Erstflug der Maschine erfolgte am 13. Januar 1968, am 24. Januar 1968 wurde sie an die Air France ausgeliefert, wo sie mit dem Luftfahrzeugkennzeichen F-BLCJ und dem Taufnamen Château de Lavoulte Polignac in Betrieb ging. Das vierstrahlige Langstrecken-Schmalrumpfflugzeug war mit vier Mantelstromtriebwerken des Typs Pratt & Whitney JT3D-3B ausgestattet. Bis zum Zeitpunkt des Unfalls hatte die Maschine lediglich 46 Betriebsstunden absolviert.

## Passagiere und Besatzung
Den Flug auf dem Flugabschnitt von Caracas nach Pointe-à-Pitre hatten 63 Personen angetreten, darunter 52 Passagiere, vier Mitglieder der Cockpit- und sieben Mitglieder der Kabinenbesatzung.

### Cockpitbesatzung
- Der 53-jährige Flugkapitän Pierre Viard war am 20. Februar 1915 in Antibes geboren. Er verfügte über Musterberechtigungen für die Flugzeugtypen Douglas DC-3, Douglas DC-4, Sud-Est Languedoc, Lockheed Constellation, Lockheed Super Constellation und Boeing 707. Seine kumulierte Flugerfahrung belief sich auf 18.215 Stunden, wovon 5.436 Stunden auf Nachtflüge entfielen. Viard verfügte über 4.415 Stunden Flugerfahrung mit der Boeing 707.
- Der 34-jährige Erste Offizier Alain Villeneuve (* 24. August 1933 in Roquecor) verfügte über Musterberechtigungen für die Flugzeugtypen Beechcraft 18, Douglas DC-3 und Boeing 707. Seine kumulierte Flugerfahrung belief sich auf 4.737 Stunden, wovon er 1.391 Stunden bei Nacht geflogen hatte. Mit dem geflogenen Flugzeugtyp, der Boeing 707, verfügte Villeneuve über eine Flugerfahrung von 1.842 Stunden.
- Der 55-jährige Flugingenieur Louis Succo wurde am 21. September 1912 in Marseille geboren. Er verfügte über Musterberechtigungen für die Flugzeugtypen Douglas DC-3, Douglas DC-4, Lockheed Constellation, Lockheed Super Constellation und Boeing 707. Seine kumulierte Flugerfahrung betrug 19.647 Flugstunden, wovon 5.145 Stunden auf die Boeing 707 entfielen.
- Der 44-jährige Bordfunker Jean Robion wurde am 8. August 1921 in Saint-Paul-lès-Durance geboren. Er verfügte über 12.462 Stunden Flugerfahrung, davon 3.643 Stunden bei Nacht. Mit Maschinen des Typs Boeing 707 war er zuvor 2.587 Stunden geflogen.

### Kabinenbesatzung
- Der 38-jährige Purser Roger Alcher wurde am 21. Juli 1929 geboren. Er gehörte seit dem 7. April 1953 der Air France an und war bereits 12.450 Stunden als Flugbegleiter auf Flügen der Air France mitgeflogen.
- Der 29-jährige Flugbegleiter Michel Orban (* 2. Juni 1938) gehörte seit dem 1. März 1962 der Belegschaft der Air France an und wurde bis zum Zeitpunkt des Unfalls im Umfang von 4.148 Stunden auf Flügen der Air France als Flugbegleiter eingesetzt.
- Der 25-jährige saisonale Flugbegleiter Jean-Jacques Varagnat wurde am 5. September 1942 geboren. Er war in den beiden Vorjahren jeweils für mehrere Monate durch die Air France eingestellt worden und wurde am 22. Februar 1968 erneut eingestellt. Er hatte bis zum Unfallzeitpunkt 909 Stunden in der Luft auf Air-France-Flügen absolviert.
- Die 25-jährige Flugbegleiterin Francine Dubois (* 24. September 1942) gehörte der Air France seit dem 24. April 1966 an. Sie verfügte über 1.113 Stunden Flugerfahrung.
- Die 29-jährige Flugbegleiterin Monique Agagliate wurde am 6. Februar 1939 in Cannes geboren. Zwischen ihr und der Air France bestand seit dem 18. Dezember 1961 ein Arbeitsverhältnis. Sie war bis zum Unfallzeitpunkt insgesamt 4.275 Stunden auf Air-France-Flügen mitgeflogen.
- Die 25-jährige saisonale Flugbegleiterin Marie-Claude Felix war am 1. März 1968 durch die Air France eingestellt worden. Sie verfügte erst über 12 Stunden Erfahrung auf Flügen der Air France, die sie auf dem Hinflug von Paris nach Santiago de Chile erworben hatte.

## Unfallhergang
Mit der Maschine wurde ein interkontinentaler Linienflug von Santiago de Chile nach Paris-Orly durchgeführt. Es waren planmäßige Zwischenstopps in Lima, Quito, Bogotá, Caracas, Pointe-à-Pitre, Santa Maria und Lissabon vorgesehen. Die Maschine hob um 19:27 Uhr in Caracas ab, der Flug nach Pointe-à-Pitre sollte eine Stunde und acht Minuten dauern. Das Flugzeug stieg auf eine Reiseflughöhe von 33.000 Fuß, und die Flugbesatzung nahm um etwa 19:53 Uhr Kontakt mit dem Fluginformationsgebietlotsen von Piarco auf. Die Piloten meldeten, dass sie auf Flugfläche 330 geflogen seien und um 20:00 Uhr Piarco überflogen hätten, um 20:09 Uhr den Meldepunkt OA passiert und um 20:32 Uhr Pointe-à-Pitre erreicht hätten. Um ungefähr 20:09 Uhr meldeten die Piloten, dass sie den Knotenpunkt OA überflogen hatten, und baten um die Freigabe, fünf Minuten später sinken zu dürfen. Der Fluglotse erteilte den Piloten die Freigabe für den Flug zum Funkfeuer von Guadeloupe auf Flugfläche 90 und bat sie, sich beim Verlassen von Flugfläche 330 und beim Erreichen von Flugfläche 150 zu melden. Um 20:14 Uhr, drei Minuten früher als geplant, meldete die Besatzung das Verlassen von Flugfläche 330. Sieben Minuten später meldeten sie das Passieren von Flugfläche 150. Dann erhielt die Besatzung die Anweisung, Kontakt mit der Anflugkontrolle von Guadeloupe aufzunehmen, und wurde darüber informiert, dass ein Flugzeug auf dem Weg von Martinique nach Guadeloupe auf Flugfläche 80 flog und in Guadeloupe um 20:44 Uhr erwartet werde. Gegen 20:24 Uhr erreichte der Flug die freigegebene Flughöhe von 9.000 Fuß. Nach mehreren erfolglosen Versuchen gelang es den Piloten um 20:29 Uhr, Funkkontakt mit der Flugsicherung von Pointe-à-Pitre aufzunehmen. Die Piloten erhielten erneut die Freigabe für Flugfläche 90, es wurde ihnen ein barometrischer Druck (QNH) von 1016 mb mitgeteilt und die Piloten wurden aufgefordert, sich auf Flugfläche 90 zu melden, oder wenn sie die Landebahn in Sicht hätten. Das Flugzeug folgte einer anderen Route als gewöhnlich und passierte eine hell beleuchtete Stadt (Basse-Terre) an der Küste von Guadeloupe. Der verantwortliche Pilot glaubte wahrscheinlich fälschlicherweise, es sei Pointe-à-Pitre und er würde den Flughafen Le Raizet in etwa einer Minute erreichen. Um 20:29:35 Uhr antwortete die Besatzung, dass sich das Flugzeug auf Flugfläche 90 befinde und sie den Flughafen voraussichtlich in etwa 1 bis 1,5 Minuten erreichen würden. Weniger als eine Minute später meldeten sie, dass sie den Flughafen gesehen hätten, und erhielten die Freigabe für einen Sichtanflug auf Landebahn 11. Das Flugzeug sank dann über bergigem Gelände und passierte Saint-Claude in einer Höhe von etwa 4.400 Fuß. Es wurde beobachtet, wie die Boeing auf dem Südhang von La Découverte, dem Gipfel des Vulkans La Soufrière, in einer Höhe von 1.200 m (3.937 Fuß) aufschlug. Die Maschine wurde bei dem Aufprall völlig zerstört, alle 63 Insassen starben.

## Ursache
Die Unfallermittler identifizierten als mutmaßliche Ursache für den Unfall eine fehlerhaft gewählte Position für das Einleiten des Sinkfluges während des nächtlichen Anflugs im Sichtflug. Da der Flugdatenschreiber nicht geborgen werden konnte, das Wrack der Maschine sehr abgelegen lag und die Boeing bei dem Unfall völlig zerstört wurde, war es den Ermittlern nicht mehr möglich, die Ursache festzustellen, die zu diesem Fehler geführt hatte.